# Пјоде
Пјоде (итал. Piode) је насеље у Италији у округу Верчели, региону Пијемонт.
Према процени из 2011. у насељу је живело 91 становника. Насеље се налази на надморској висини од 777 м.

## Становништво
Према резултатима пописа становништва 2011. у општини је живело 193 становника.
| 1931. | 1936. | 1951. | 1961. | 1971. | 1981. | 1991. | 2001. | 2011. |
| ----- | ----- | ----- | ----- | ----- | ----- | ----- | ----- | ----- |
| 293   | 263   | 233   | 219   | 202   | 195   | 182   | 197   | 193   |